# Pineta Marzini

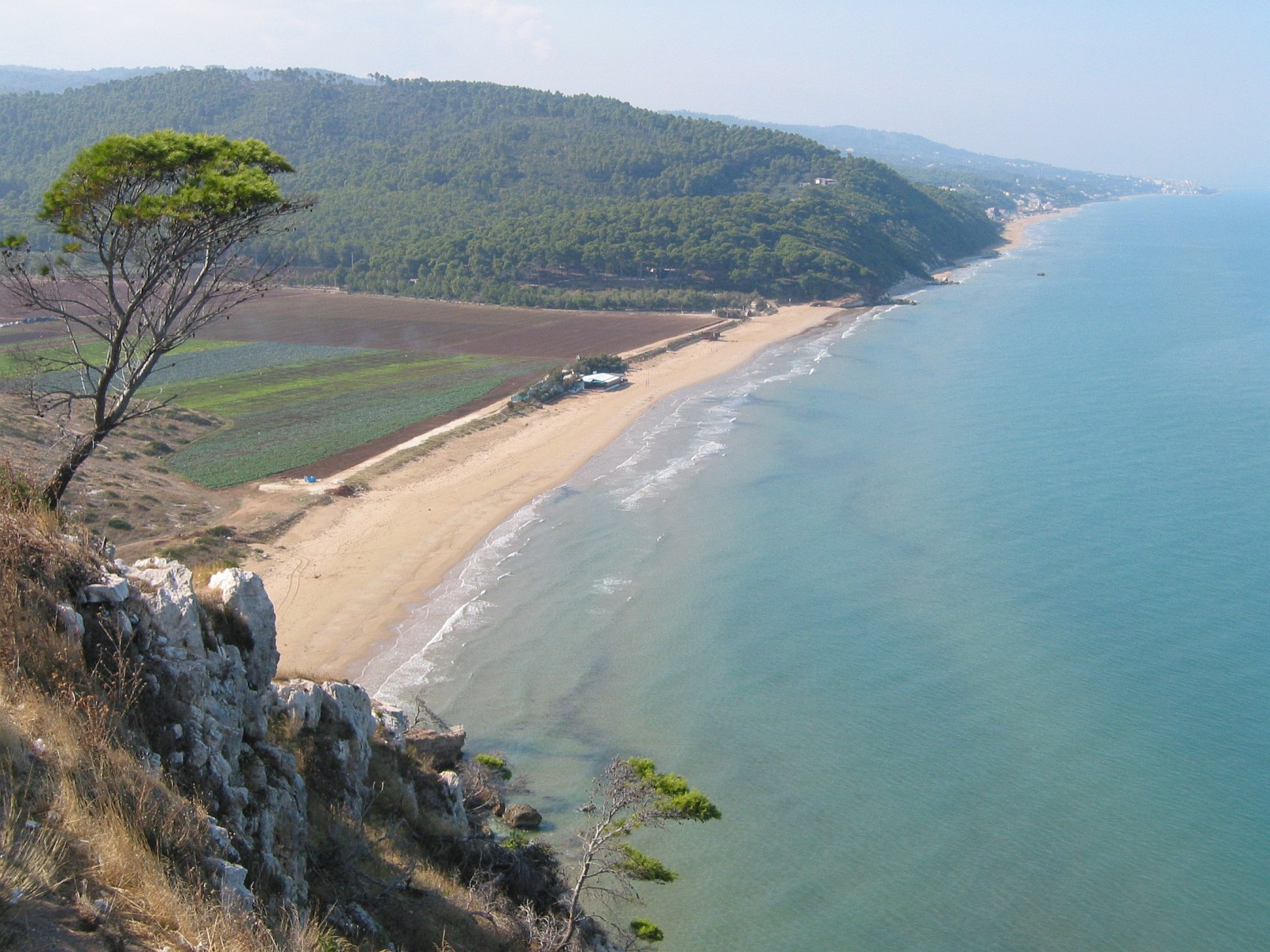
L'imponente profilo della pineta Marzini tra la Piana di Calenella e San Menaio.

La pineta Marzini, un tempo chiamata anche Difesa Marzini, è un vasto e monumentale bosco di pini d'Aleppo pluricentenari che si estende per circa 15 chilometri quadrati nella costa settentrionale del Gargano, in Provincia di Foggia, tra le spiagge di San Menaio e i rilievi pedemontani di Vico del Gargano. La pineta, tra le più importanti d'Italia nel suo genere, risulta iscritta, per le notevoli caratteristiche morfologiche e genetiche, al Libro nazionale dei boschi da seme già dal 1960.
Attualmente fa parte del parco nazionale del Gargano come sito d'importanza comunitaria all'interno della rete Natura 2000.

## Storia

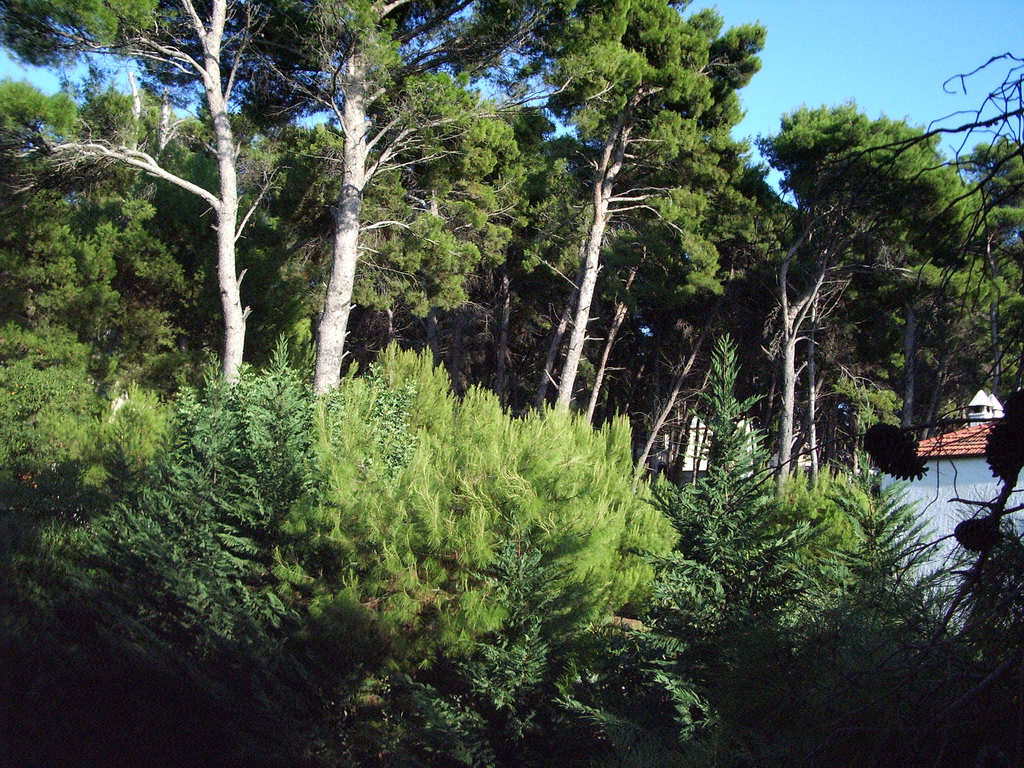
La pineta infiltra l'abitato di San Menaio

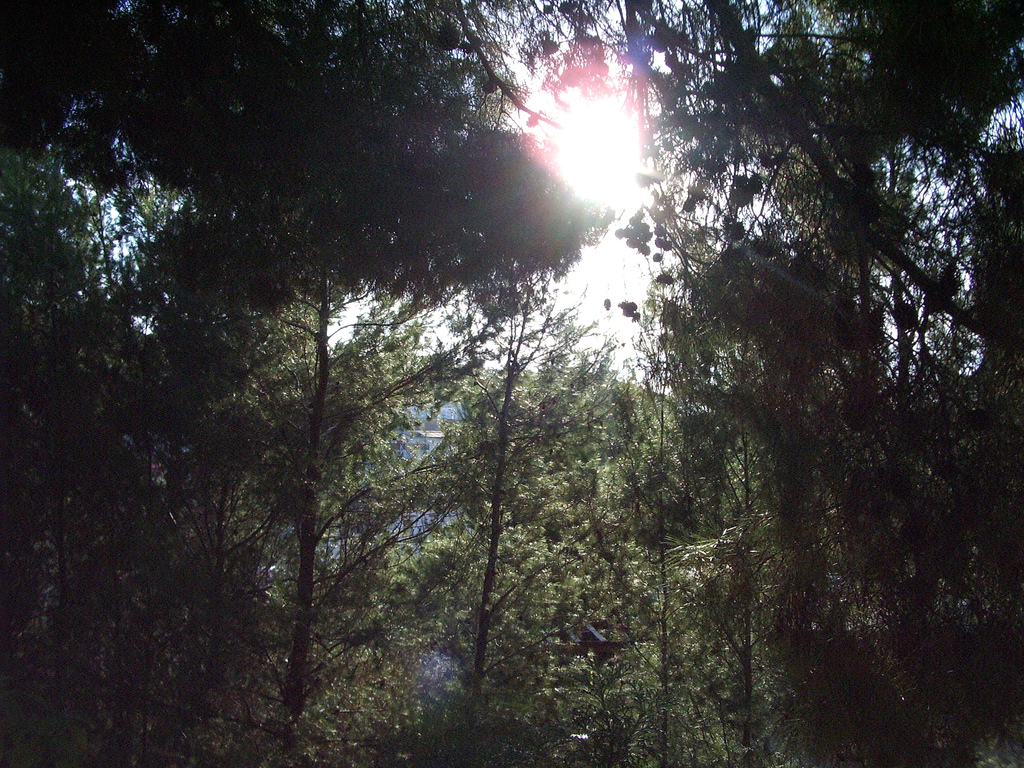
Scorcio della pineta

Nell'archivio di Stato di Napoli è stato ritrovato un documento risalente al 21 maggio 1810 testimoniante una particolare vicenda giudiziaria sulla Difesa Marzini.
Si tratta di una contesa, amministrata dal giudice Franchini, tra l'Università di Vico del Gargano (il Comune, patrocinato da Domenico Barillà) e l'ex feudatario di Vico del Gargano (la principessa di Tarsia e marchesa di Vico, Laura Spinelli, patrocinata dal signor Pietro Coscia) sui diritti sulla Difesa Marzini (nel documento appellata come difesa di Martino):
Con il terzo gravame l’Università rivendica ch’ella abbia il suo demanio universale chiamato il bosco; poiché in questo i cittadini ci fanno dei parchi per le mandrie dei propri animali, ci hanno delle piscine e dei pozzi per abbeverare i loro animali, ci tagliano la legna, seminano nei luoghi ridotti a cultura e vi esercitano tutti i diritti civici pienamente; che il Barone ha usurpato il diritto di fidare gli animali dei forestieri e di esigere il terraggio dei cittadini che seminano in detto demanio sull’idea di essere l’intero territorio demanio feudale. Col quarto gravame l’Università attacca la prestazione d'annui ducati 126 pretesi dall’ex barone per la difesa di Martino patrimoniale dell’Università”»
(parte del documento)
La Commissione autorizzata a decidere sugli incarichi feudali, esaminati gli atti riferiti ad un periodo compreso tra il 1496 ed il 1631, decise come di seguito
Si astenga l’ex barone di esigere gli annui ducati centoventi sulla difesa comunale della Martina (il bosco), e resti la medesima libera ed in piena proprietà del Comune. Si assolvano vicendevolmente le parti per le spese della contesa”»
(estratto del documento)